# Элиминативный материализм
Элиминативный материализм (англ. eliminative materialism), элиминативизм — материалистическая позиция в философии сознания, согласно которой обыденное понимание сознания является ложным, и некоторые ментальные состояния, в которые верят люди, не существуют. Некоторые элиминативисты считают, что для некоторых концепций, таких как вера или желание, не будет найдено нейробиологического базиса, поскольку они недостаточно точно определены. Они, в свою очередь, считают, что психологические концепции поведения и опыта должны оцениваться по тому, насколько хорошо они редуцируются до биологического уровня.
Элиминативизм по отношению к классу сущностей является взглядом, заключающимся в том, что эти сущности не существуют. К примеру, все формы материализма являются элиминативными по отношению к душе, современные химики являются элиминативистами по отношению к флогистону. Наиболее распространенными формами являются элиминативизм по отношению к пропозиционным установкам, описанный Полом и Патрицией Черчленд, и элиминативизм по отношению к квалиа, который выражают Дэниел Деннет, Жорж Рей и Кит Фрэнкиш. На взгляды Черчлендов и Деннета в этом вопросе оказали влияния Уилфрид Селларс и Уиллард Куайн. Похожих взглядов придерживались Ричард Рорти и Пол Фейерабенд.